# 于洪臣
于洪臣，中华人民共和国政治人物。

## 生平
于洪臣从沈阳体育学院毕业后被分配在国家体育总局群体司，主要负责业余训练和青少年工作。2003年，群体司的部分职能被并入竞体司，于洪臣调任竞体司二处处长。2008年，于洪臣出任新成立的“2008年北京奥运会备战办公室”副主任（副局级）。
2010年2月，于洪臣出任国家体育总局足球运动管理中心副主任。2010年3月26日，于洪臣调任中超联赛有限责任公司董事长。2012年2月10日，于洪臣出任中国足球协会（中国足协）副主席。2014年1月，于洪臣继续担任中国足球协会副主席。2015年12月18日，于洪臣成为中国足球协会专职执委。2016年7月18日，“2016年里约热内卢奥运会中国奥运代表团”成立，于洪臣担任足球项目领队之一。
2017年8月，于洪臣调任国家体育总局田径运动管理中心主任、党委书记。2019年11月卸任。2022年12月，于洪臣出任中国田径协会主席。

### 落马
2023年3月29日，于洪臣涉嫌严重违纪违法接受中央纪委国家监委驻国家体育总局纪检监察组和湖北省监委审查调查。于洪臣是继中国国家男子足球队主教练李铁、中国足球协会原秘书长刘奕、中国足球协会常务副秘书长兼国管部部长陈永亮、中国足球协会主席兼党委副书记陈戌源、中国足球协会纪律委员会主任王小平、中国足球协会竞赛部部长黄松之后落马的中国足球协会第七位高层官员（同日中超联赛有限责任公司总经理董铮也落马）。2017年，有人向驻国家体育总局纪检组举报于洪臣的财务问题和违规收礼问题，但是遭到辟谣。
2024年1月30日，湖北省黄石市中级人民法院一审公开开庭审理于洪臣受贿一案，黄石市人民检察院指控其先后利用担任国家体育总局足球运动管理中心副主任、中超联赛有限责任公司董事长、中国足球协会副主席、党委书记、国家体育总局田径运动管理中心主任、中国田径协会副主席兼秘书长等职务上的便利以及职权、地位形成的便利条件，为相关单位和个人在公司经营、联赛晋级、职务竞聘等事项上提供帮助，2010年4月至2023年2月，非法收受他人给予的财物共计折合人民币2254万余元，其中350万元尚未实际取得。
2024年3月26日，黄石市中级人民法院以受贿罪判处于洪臣有期徒刑13年。